# Pararopica brunnea
Pararopica brunnea là một loài bọ cánh cứng trong họ Cerambycidae.